# Dark Lady (singolo)
Dark Lady è un singolo del 1974 della cantante e attrice Cher, il suo terzo a raggiungere la 1ª posizione nelle classifiche statunitensi e l'ultima fino a Believe.

## Classifiche
| Classifica (1974) | Posizione massima |
| ----------------- | ----------------- |
| Belgio (Fiandre)  | 22                |
| Belgio (Vallonia) | 48                |
| Canada            | 1                 |
| Norvegia          | 10                |
| Nuova Zelanda     | 11                |
| Paesi Bassi       | 15                |
| Regno Unito       | 36                |
| Stati Uniti       | 1                 |
| Svezia            | 1                 |
| Sudafrica         | 4                 |